# Болнисский крест
Болни́сский крест (груз. ბოლნური ჯვარი, Болнури джвари) — тип крестов, наиболее широко известных и используемых в Грузии с V века.
Впервые в Грузии такой крест был изображён на восточном фасаде храма Болниси-Сиони, построенном в конце V века в Квемо Картли, исторической провинции Грузии, в эпоху правления царя Вахтанга Горгасали.
Название идёт от формы креста, который применялся в отделке Болнисского Сиона — первой подлинной базилики раннехристианской Грузии (базилика была сооружена на берегу реки Поладаури, в 70 км от Тбилиси, неподалёку от посёлка Болниси). Болнисские кресты вырезаны по камню на пилястрах, апсидах, столбах храма.
Болнисский крест представляет собой равнобедренный крест, вычерченный сегментами круга — vesica piscis, с расширяющимися рукавами. Кресты такой формы заключаются, как правило, в круглую раму. 
- Болнисский крест на входе в собор Джвари
- флаг Болнисского муниципалитета